# Foster (cráter)
Foster es un pequeño cráter de impacto  que se encuentra al sureste del cráter de mayor tamaño Joule, en la cara oculta de la Luna.
|  |

El brocal de Foster aparece ligeramente erosionado, con una plataforma interior estrecha debido a la pendiente de las paredes hacia el centro, relativamente oscuro. Presenta una pequeña curva hacia afuera a lo largo del lado suroeste. Un pequeño cráter marca el suelo junto al borde norte. Otro impacto de reducido tamaño en la parte sureste del interior del cráter está rodeado por una pequeña falda de material de alto albedo, produciendo una mancha brillante.

## Cráteres satélite
Por convención estos elementos son identificados en los mapas lunares poniendo la letra en el lado del punto medio del cráter que está más cerca de Foster.
|        | \| Foster \| Coordenadas \| Diámetro \| \| ------ \| ------------------------------- \| -------- \| \| H \| 23°12′N 139°36′O / 23.2, -139.6 \| 25 km \| \| L \| 21°00′N 140°30′O / 21.0, -140.5 \| 32 km \| \| P \| 20°12′N 143°30′O / 20.2, -143.5 \| 36 km \| \| S \| 22°54′N 143°42′O / 22.9, -143.7 \| 36 km \| |          |
| Foster | Coordenadas | Diámetro |
| H      | 23°12′N 139°36′O / 23.2, -139.6 | 25 km    |
| L      | 21°00′N 140°30′O / 21.0, -140.5 | 32 km    |
| P      | 20°12′N 143°30′O / 20.2, -143.5 | 36 km    |
| S      | 22°54′N 143°42′O / 22.9, -143.7 | 36 km    |